# Giuseppe Merisi
Giuseppe Merisi (Treviglio, 25 de setembre de 1938) és un religiós i bisbe italià. Va ser ordenat sacerdot el 27 de febrer de 1971, bisbe auxiliar de Milà pel cardenal Carlo Maria Martini el 4 de novembre de 1995, i bisbe de Lodi el 14 de novembre de 2005 i va prendre possessió de la diòcesi el 17 de desembre d'aquell any. També és President Nacional de la Càritas Italiana. El 26 d'agost de 2014, el papa Francesc acceptà la seva dimissió per límit d'edat. Fou succeït per Mauricio Malvestiti.